# Jesper Just
Jesper Just (født 12. juni 1974 i København) er en dansk fotograf og videokunstner. 
Han dimitterede i 2003 fra Det Kongelige Danske Kunstakademi og har siden turneret både i Europa og USA med sine værker. 
Jesper Just blev valgt som modtager af Carnegie Art Award 2007. Som pristager nummer to modtog han 600.000 svenske kroner. Uddelingen skete i Helsinki i oktober. I 2014 modtog han Eckersberg Medaillen.